# Erística
Na filosofia e na retórica, a erística (de Éris, a deusa grega do caos, contenda e discórdia) refere-se a argumentos que visam contestar com êxito o argumento de outra pessoa, em vez de procurar a verdade. Segundo T. H. Irwin, "é característico dos erísticos pensar em alguns argumentos como uma maneira de derrotar o outro lado, em se mostrando que um oponente deve concordar com a negação daquilo em que ele inicialmente acreditava". Erística está em argumentar em prol do conflito, em vez de resolvê-lo.

## Uso na educação
A erística era um tipo de método de ensino de "perguntas e respostas" popularizado pelos sofistas, como Eutidemo e Dionisiodoro. Os alunos aprendiam argumentos erísticos para "refutar seu oponente, independentemente de ele ter dito sim ou não em resposta à sua pergunta inicial".
Platão contrastou esse tipo de argumento com os métodos dialéticos e outros métodos mais razoáveis e lógicos (por exemplo, na República 454a). No diálogo Eutidemo, Platão satiriza a erística. É mais que persuasão, e é mais que discurso. É uma combinação que vence uma discussão sem considerar a verdade. Platão acreditava que o estilo erístico "não constituía um método de argumentação", porque argumentar eristicamente é usar conscientemente argumentos falaciosos, o que enfraquece a própria posição.
Ao contrário de Platão, Isócrates (muitas vezes considerado sofista) não distinguia a erística da dialética. Ele sustentava que ambas careciam de uma "'aplicação útil' ... que criava cidadãos responsáveis", que professores inescrupulosos usavam para "enriquecer-se às custas dos jovens".

## Erística filosófica
Schopenhauer considera que apenas a lógica busca a verdade. Para ele, dialética, sofística e erística não têm uma verdade objetiva em vista, mas apenas a aparência dela, e não prestam atenção à própria verdade porque visa à vitória. Ele nomeia esses três últimos métodos como "dialética erística (argumento contencioso)".
Segundo Schopenhauer, a Dialética Erística se preocupa principalmente em tabular e analisar estratagemas desonestos, para que possam ser reconhecidos e derrotados de uma só vez, a fim de continuar com um debate dialético produtivo. É por essa mesma razão que a dialética erística deve admitir ter vitória, e não verdade objetiva, por seu objetivo e propósito egoístas. 

## Teoria da argumentação
A teoria da argumentação é um campo de estudo que faz perguntas críticas sobre argumentos erísticos e outros tipos de diálogo. 